# Weasels a Bordo
Weasels a Bordo (en inglés Weasels on Deck) es un episodio cruce de las series Estoy en la Banda y Zack y Cody: Gemelos a Bordo. Aunque este es un cruce, cuenta solo como un episodio de Estoy en la Banda.
Su estreno oficial fue el 11 de octubre de 2010, y en Latinoamérica su estreno fue el 24 de marzo de 2011, y el estreno en España será el 9 de abril de 2011, y en Brasil su estreno fue el 20 de febrero de 2011.

## Sinopsis
Iron Weasel abordan S.S. Tipton, para poder entrar al barco se hicieron pasar por un grupo de hermanos contorsionistas, pero los hermanos contorsionistas reales son ladrones de joyas que están siendo perseguidos por la policía de su país de origen. Debido a esta situación, la banda busca la ayuda de Cody y Zack Martin. Ellos llegan a presentarse para el Sr. Tipton, gracias a la disculpa de Ash que le debía a Sr. Moseby.
Sin embargo, después de su actuación, se enteran de las personas que estaban disfrazados robaron todos los objetos de valor en todas las cabañas. Sr. Moseby dice que el Sr. Tipton no lo hizo, y culpa a Iron Weasel, obligando a Tripp, Ash, Derek, y Burger a abandonar el barco, y el Sr. Moseby notó que el barco estaba atracado.

## Reparto
| - Logan Miller como Tripp Campbell - Steve Valentine como Derek Jupiter - Greg Baker como Burger Pitt - Stephen Full como Ash Tyler | - Dylan Sprouse como Zack Martin - Cole Sprouse como Cody Martin - Phill Lewis como Sr. Moseby |

## Doblaje al español
| Personaje      | Actor original  | Actor de doblaje (Latinoamérica) | Actor de doblaje (España) |
| -------------- | --------------- | -------------------------------- | ------------------------- |
| Tripp Campbell | Logan Miller    | Arturo Cataño                    | Miguel Antelo             |
| Derek Jupiter  | Steve Valentine | Alfredo Gabriel Basurto          | Lorenzo Beteta            |
| Burger Pitt    | Greg Baker      | Luis Daniel Ramírez              | Cholo Moratalla           |
| Ash Tyler      | Stephen Full    | José Arenas                      | Eduardo Bosch             |
| Zack Martin    | Dylan Sprouse   | Manuel Díaz                      | Carlos Bautista           |
| Cody Martin    | Cole Sprouse    | Guillerno Aporte                 | Miguel Rius               |
| Sr. Moseby     | Phill Lewis     | Raúl Anaya                       | Juan Amador Pulido        |

## Canción destacada
- "Smells Like Fun" (por Iron Weasel)

- Datos: Q16647836